# Belvosia semiflava
Belvosia semiflava là một loài ruồi trong họ Tachinidae.